# Koningsdag
Koningsdag (magyarul: a Király Napja; ha király vezeti az országot) vagy Koninginnedag ( kiejtése; magyarul: a Királynő Napja; ha királynő vezeti az országot) a Holland Királyság egyik nemzeti ünnepe, melyet április 27-én ünnepelnek (Vilmos Sándor király születésnapján, azonban, ha ez a nap vasárnapra esik, akkor egy nappal előtte, szombaton tartják az ünnepséget). Az ünnepség a király/királynő születésnapjára esik. Kivétel a Koninginnedagi események Beatrix királynő uralkodása alatt, amik január 31. helyett április 30-án lettek ünnepelve (Juliannának születésnapján), ez jobban megfelelt az ünneplésre, a szabad ég alatt tartott programok miatt.

## Történelme

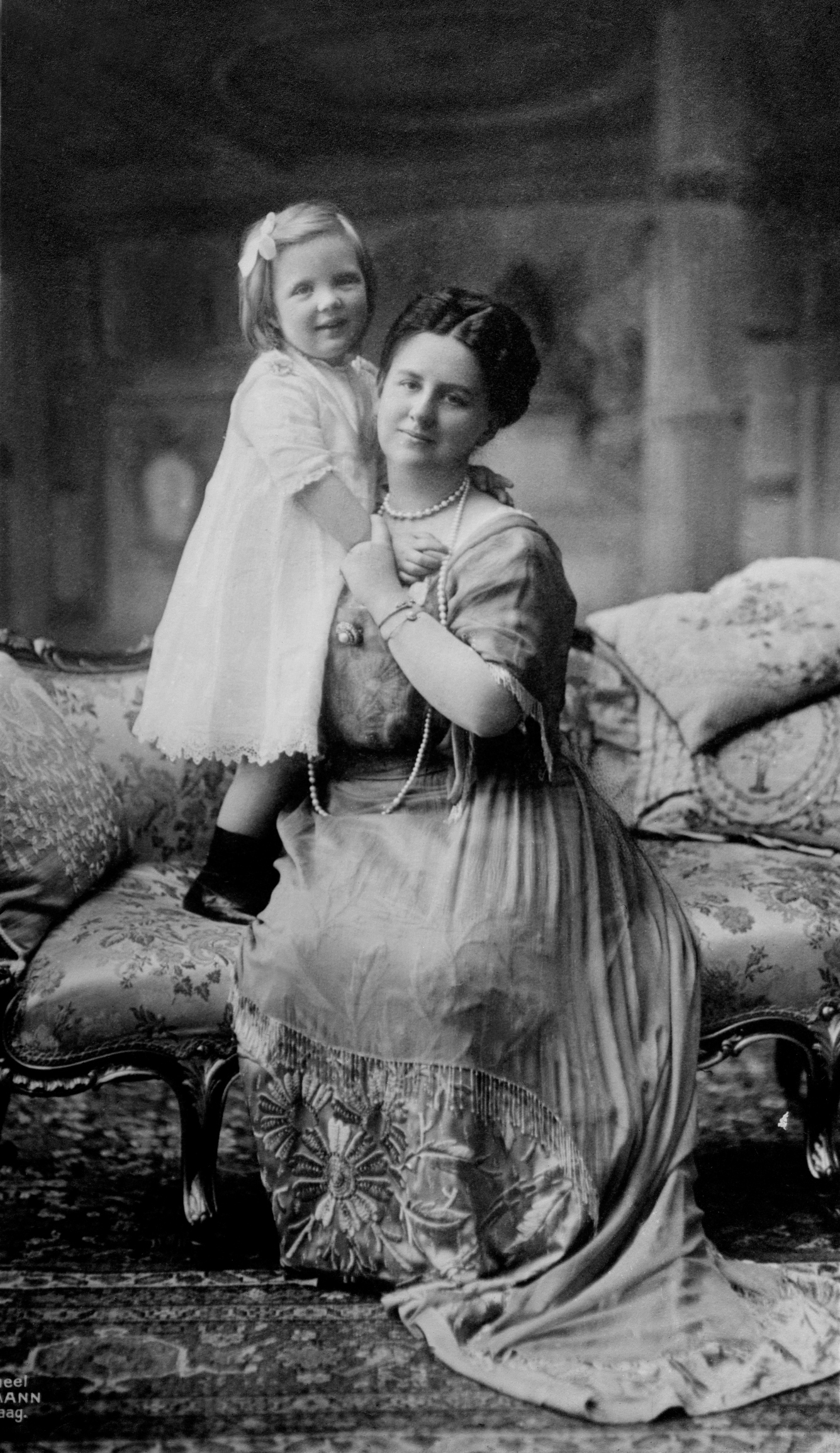
Vilma királynő és lánya, Julianna 1914 körül

A Koninginnedag hagyományai 1885-ig nyúlnak vissza. Az ekkor hatalmon lévő liberális unió keresett egy olyan napot, amely kifejezhetné a nemzeti egységet. A választás az akkori hercegnő, Vilma születésnapára esett, amely augusztus 31-én volt. Emiatt egészen 1890-ig – a hercegnő koronázásáig - Prinsessedag-nak (magyarul: a Hercegnő Napjának) hívták a neves eseményt. Az első Prinsessedag Wilhelmina ötödik születésnapjára esett. Az iskolakezdés előtti utolsó napon való ünneplés elsősorban a gyerekek között talált tetszésre.
1948-ban, Julianna királynő trónra lépése alkalmából az ünnep 1949-től, április 30-ra, az ő születésnapjára került át. Az ünnepség alkalmával a Soestdijk kastélyban fogadta az uralkodó népe jókívánságait, ajándékait, illetve virágokat vett át tőlük. Az ötvenes évektől kezdve a televízió rendszeresen tudósít erről a nemzeti ünnepről. 
1980-ban Beatrix királynő lépett trónra, és édesanyja iránti tiszteletből meghagyta április 30-át a Királynő Napjának. Az ő január 31-i születésnapja kevésbé tűnt alkalmasnak a szabadtéri ünneplésre. Beatrix királynő változtatott az ünnepség menetén, ezen a napon ő utazza körbe az országot, és találkozik az alattvalóival. Minden évben általában két holland városba látogat el ezen a napon. A Koninginnedag lehetőséget ad a királynő számára, hogy köszönetet nyilvánítson az őt szolgálók iránt. 
A Királynő napját a Holland Királysághoz tartozó Aruba, Curaçao, és Sint Maarten is megünnepli.
2013. április 30-án Beatrix aláírta azt az okmányt, amellyel lemondott a trónról fia, Vilmos Sándor javára, és a trónörökös ezzel Hollandia új uralkodójává vált. Ennek következtében 2014-től Koningsdag (magyarul: A Király Napja) a nemzeti ünnep új neve. A Király Napját április 27-én, Vilmos Sándor születésnapján tartják.

## Programok
A Király Napján az ünnepségeket gyakran, az úgynevezett Narancs Bizottságok (hollandul: Oranje Comité) szervezik. E helyi szervezetek szponzorokat szereznek, és adományokat gyűjtenek a programok lebonyolításához.

### Bolhapiac
Koningsdag napján, a holland Kormány lehetővé teszi az áruk utcán való értékesítést, mindenféle engedély megléte, illetve adó fizetése nélkül. Ilyenkor országszerte bolhapiacot tartana az utcákon (hollandul: vrijmarkt). A legfelkapottabb bolhapiacok közé az amszterdami Jordaan negyed piaca tartozik, illetve a Dél- Amszterdamban található Apollolaan negyed piaca is egyre nagyobb ismeretségre tesz szert. Érdekesség, hogy a királynő 1995-ben, e piacok egyikén vásárolt magának egy állólámpát.

### Ünnepségek
Mára a Király Napján tartott ünnepségek, nagyszabású rendezvényekké nőtték ki magukat. Számos koncert és más különleges esemény várja az érdeklődőket, részben Amszterdamban. Ilyenkor a belvárosi közlekedés megáll, az autók és a villamosok sem közlekednek a koncertek ideje alatt.
Az utóbbi években már a Király Napját megelőző éjszakán is tartottak koncerteket illetve bulikat. Ezen az úgynevezett Koninginnenach – on (magyarul: Királynő Éjszakája) az éjszakai bárok, klubok Hollandia szerte különleges rendezvényeket tartanak. Számos fiatal ünnepel ilyenkor egész éjszaka az utcákon és tereken (Amszterdamban a csatornákon is). Az ünneplők nagy része narancssárgára festett hajjal, narancssárga italokat fogyaszt, és narancssárga ruhákat visel, az Oránia–Nassaui-ház (hollandul: Huis van Oranje-Nassau) tiszteletére.

Egy helyi ’Narancs Bizottság’ tagja szerint:

„Koninginnedag ünnepsége a barátságról és a közösségbe tartozásról szól. Nem a hazaszeretet vagy a Királyi család népszerűségét hivatott képviselni, hanem az összetartozást. Egy napra mindenki ’élénk narancs és bolondos’ lehet.”

## Fordítás
- Ez a szócikk részben vagy egészben a Koninginnedag című angol Wikipédia-szócikk ezen változatának fordításán alapul.  Az eredeti cikk szerkesztőit annak laptörténete sorolja fel. Ez a jelzés csupán a megfogalmazás eredetét és a szerzői jogokat jelzi, nem szolgál a cikkben szereplő információk forrásmegjelöléseként.